# Noche Cruzada

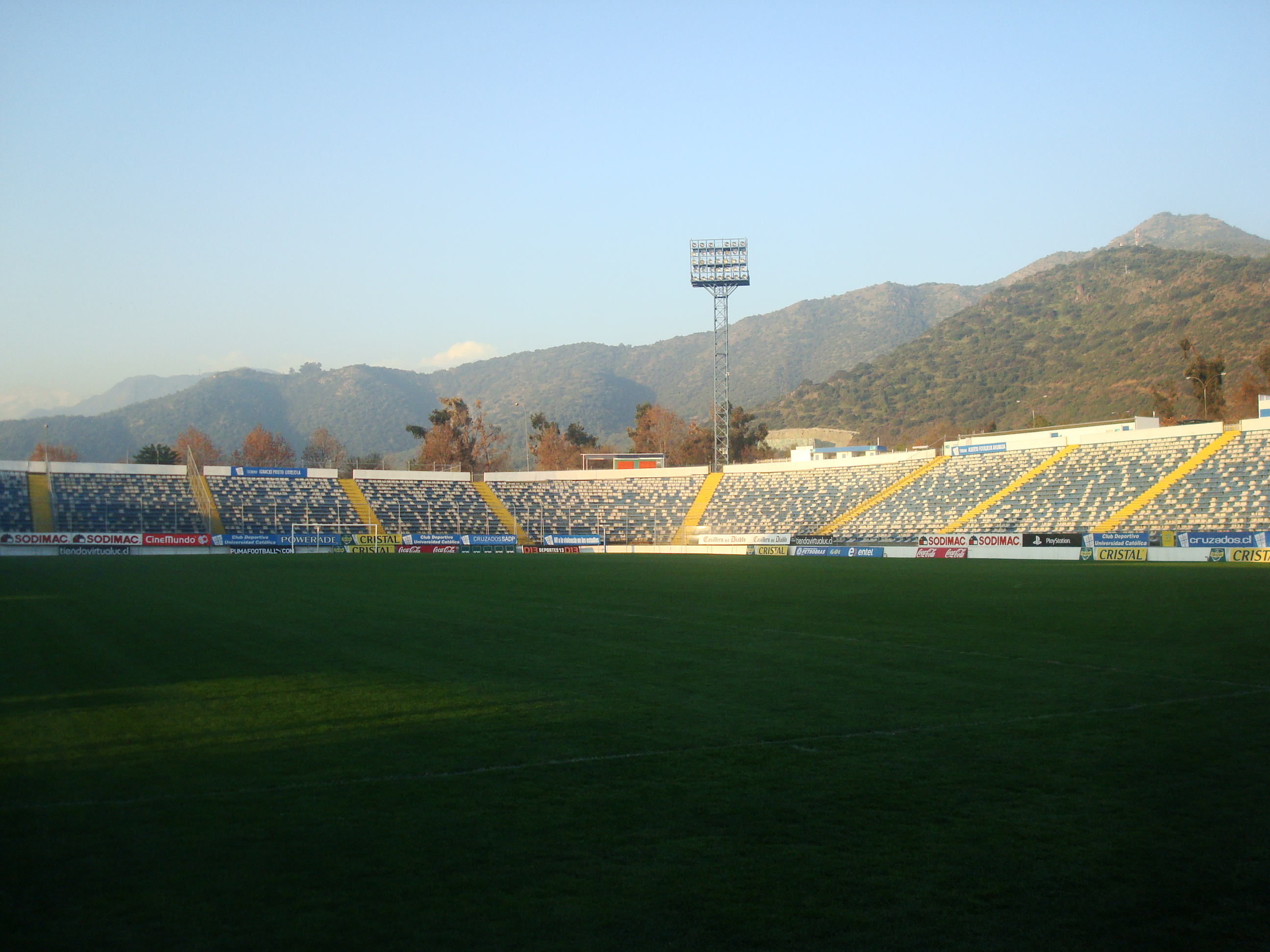
El Estadio San Carlos de Apoquindo, escenario tradicional de la Noche Cruzada.

Noche Cruzada es la denominación genérica para referirse a la jornada de presentación del plantel de Universidad Católica, equipo de Primera División de Chile. 
Consiste en un evento futbolístico, muchas veces desarrollado bajo el contexto de una copa o competencia amistosa, donde el equipo presenta sus contrataciones de cada año o temporada. Su última versión se denominó Noche del Campeón.
Ha sido difundida como Noche Cruzada desde hace años, del mismo modo que otros clubes organizan jornadas equivalentes, entre las que se cuentan: la Noche Alba, la Noche Azul, la Noche Lila, la Noche Roja y la Noche Rojinegra, entre otras. Una de las primeras presentaciones conocidas, del plantel de Universidad Católica, fue la realizada en el San Carlos de Apoquindo, denominada La Gran Fiesta Cruzada: Noche de Estrellas.

## Antecedentes
La expectativa que generaba en Chile el estreno futbolístico de un refuerzo de renombre en el pasado se intensificó con el debut de José Manuel Moreno en 1949. Universidad Católica derrotó a Colo-Colo por un marcador de 2:1, ante más de diez mil espectadores en el Estadio Nacional.
Con motivo del inicio de la temporada internacional en Chile (evento que debía ser aprobado por la Asociación Central) y el estreno de sus figuras para ese año, Universidad Católica disputó un partido amistoso frente a La Chaux de Fonds, el 23 de enero de 1955, venciendo por 3:1.
El 28 de junio de 1981 Universidad Católica venció 2:1 a Colo-Colo en un amistoso preparativo para el Torneo de Primera División 1981 que tuvo como atractivo el debut de Miguel Ángel Neira con la camiseta cruzada.
El 15 de enero de 1988, con motivo de la celebración del título de Primera División de Chile 1987, Universidad Católica venció 4:1 a Estudiantes de la Plata en el Estadio Santa Laura. Los integrantes del plantel y el entrenador Ignacio Prieto fueron presentados uno a uno en un espectáculo que contó con 15 mil personas en las gradas.

## Noche Cruzada
En los años noventa y 2000 proliferaron las noches organizadas por los equipos chilenos, las cuales poseían características comunes entre sí: eran partidos únicos que se disputaban en los meses de enero y febrero, ocasionalmente a mitad de temporada en regiones, con el objetivo de presentar a los nuevos fichajes, inspirados en el Trofeo Santiago Bernabéu del Real Madrid. La Noche de Estrellas de 1995.

### 1995: Noche de Estrellas
En 1995 Universidad Católica había promocionado la jornada de presentación de su plantel como La Gran Fiesta Cruzada: Noche de Estrellas. En un reñido partido, el club chileno se impuso a Peñarol por 2:1, ante seis mil espectadores en el Estadio San Carlos de Apoquindo. El nombre del trofeo en disputa fue oficialmente Copa San Carlos UC 1995.
| 3 de febrero de 1995 | Universidad Católica     | 2:1 (1:0) | Peñarol      | Estadio San Carlos de Apoquindo, Santiago de Chile   |                                                      |
|                      | Barrera 45' · Acosta 89' |           | Aguilera 79' | Asistencia: 6000 espectadores Árbitro(s): Jorge Cruz | Asistencia: 6000 espectadores Árbitro(s): Jorge Cruz |

### 2002: Noche Cruzada
Universidad Católica derrotó 3:2 a Universitario de Perú.
| 9 de febrero de 2002 | Universidad Católica    | 3:2 (3:0) | Universitario          | Estadio San Carlos de Apoquindo, Santiago de Chile |                                |
|                      | Norambuena 31', 5', 36' |           | Simoni · Domínguez 71' | Asistencia: 2.000 espectadores                     | Asistencia: 2.000 espectadores |

### 2004: Noche Cruzada
Quilmes derrotó 1:0 a Universidad Católica.
| 2 de febrero de 2004 | Universidad Católica | 0:1 (0:1) | Quilmes  | Estadio San Carlos de Apoquindo, Santiago de Chile |                                |
|                      |                      |           | López 3' | Asistencia: 7.000 espectadores                     | Asistencia: 7.000 espectadores |

### 2011: Noche del Campeón
El equipo chileno enfrentó en la edición 2011 a Emelec de Ecuador.
Universidad Católica se impuso por 1:0 con gol de Lucas Pratto. Al final del partido Rodrigo Valenzuela recibió el trofeo en disputa como capitán del equipo chileno.
| 15 de enero de 2011 | Universidad Católica | 1:0 (0:0) | Emelec | San Carlos de Apoquindo, Santiago de Chile                       |                                                                  |
|                     | Pratto 67'           |           |        | Asistencia: 10.000 espectadores Árbitro(s): Claudio Puga (Chile) | Asistencia: 10.000 espectadores Árbitro(s): Claudio Puga (Chile) |

## Resumen
| Año  | Equipo local         | Resultado | Equipo visita | Partido            |
| ---- | -------------------- | --------- | ------------- | ------------------ |
| 1995 | Universidad Católica | 2-1       | Peñarol       | Noche de Estrellas |
| 2002 | Universidad Católica | 3-2       | Universitario | Noche Cruzada      |
| 2004 | Universidad Católica | 0-1       | Quilmes       | Noche Cruzada      |
| 2011 | Universidad Católica | 1-0       | Emelec        | Noche del Campeón  |